# Aizuchi
Aizuchi (jap. 相槌, wörtlich in etwa: „Abwechselnder Hammerschlag“) ist der japanische Begriff für häufige Einwürfe des Gesprächspartners während eines Gespräches oder eines Vortrags. Aizuchi sollen dem Sprecher zeigen, dass sein Gegenüber fortwährend aktiv und an der Diskussion beteiligt ist.
Unter falsch interpretierten Aizuchi können insbesondere Geschäftsverhandlungen zwischen Nicht-Japanern und Japanern leiden. Dabei halten Nicht-Muttersprachler die Einwürfe oft für eine Zustimmung zum Gesagten, während Japaner damit nur ausdrücken, dass sie die Vorschläge verstanden haben und darüber nachdenken werden.
Umgekehrt ist es für einen nicht-muttersprachlichen Zuhörer wichtig, ebenfalls häufig Aizuchi zu verwenden, da ein japanischer Sprecher sonst annehmen könnte, der Zuhörer hätte ihn nicht verstanden oder würde der Diskussion nicht aufmerksam folgen.
Häufige Aizuchi sind:
- „hai“ (はい), „ee“ (ええ) oder „un“, (うん) („ja“ in verschiedenen Höflichkeitsstufen),
- „sō desu ne“ (そうですね) („Ich denke, so ist es“, „Genau!“),
- „sō desu ka“ (そうですか) („Ist das so?“, „Ach so?“)
- „hontō“ (本当) oder „hontō ni“ (本当に) („tatsächlich“)
- Kopfnicken.

Aizuchi können auch so genannte „Echo-Fragen“ sein, die aus einem Substantiv und der Fragepartikel „desu ka“ bestehen. Wenn Sprecher A eine Frage gestellt hat, kann Sprecher B das Schlüsselsubstantiv wiederholen, gefolgt von „desu ka“, um zu bestätigen, dass er das Gesagte verstanden hat, während er über die Antwort nachdenkt.